# Koleba w Wilczankach
Koleba w Wilczankach – jaskinia typu schronisko w skałach Wilczanki w miejscowości Bębło w województwie małopolskim, w powiecie krakowskim, w gminie Wielka Wieś. Pod względem geograficznym znajduje się na Wyżynie Olkuskiej będącej częścią Wyżyny Krakowsko-Częstochowskiej.

## Opis obiektu
Koleba znajduje się w środkowej części najbardziej na północ wysuniętej grupy skałek. Jest to utworzone pod luźnymi skalnymi blokami schronisko o trzech otworach. Powstało w późnojurajskich wapieniach skalistych wskutek grawitacyjnego rozpadu skał. Brak nacieków. Namulisko składa się ze skalnego rumoszu. Schronisko jest widne i przewiewne. Brak roślin i zwierząt.
W Wilczankach znajdują się jeszcze cztery inne jaskinie: Jaskinia w Wilczankach, Schronisko w Wilczankach Pierwsze, Schronisko w Wilczankach Drugie, Schronisko w Wilczankach Trzecie.

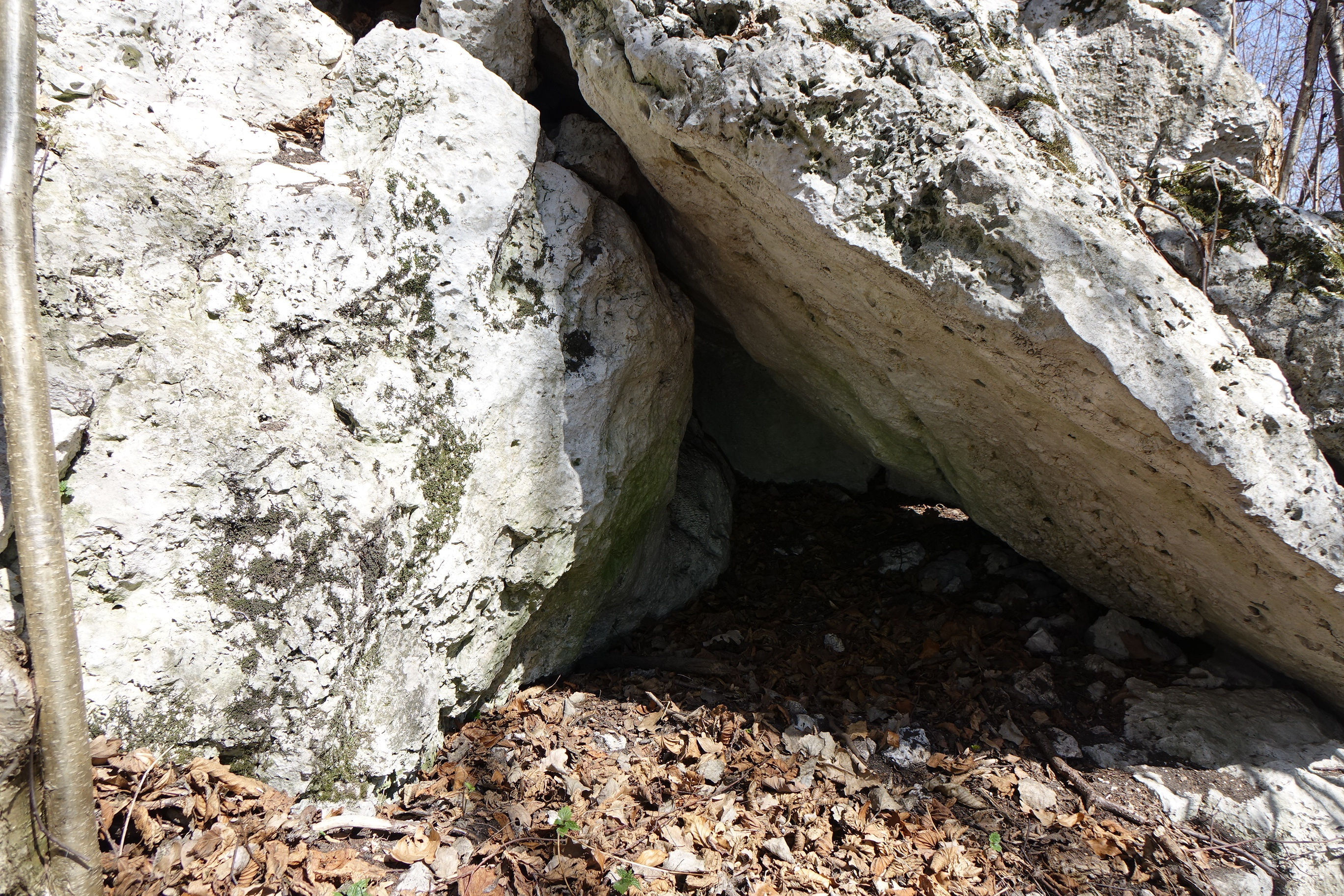